# العلاقات الهندية الكورية الشمالية
تمتلك الهند وكوريا الشمالية علاقات دبلوماسية وتجارية متنامية. تحتفظ الهند بسفارة في بيونغيانغ، وتمتلك كوريا الشمالية سفارة في نيودلهي.
الهند إحدى أكبر شركاء كوريا الشمالية التجاريين ومزود رئيسي لها في المساعدات الغذائية. بحسب اتحاد الصناعة الهندي، بلغ إجمالي قيمة صادرات الهند إلى كوريا الشمالية في عام 2013 أكثر من 60 مليون دولار. 
وعلى الرغم من ذلك، تنتقد الهند سجل الانتشار النووي الخاص بكوريا الشمالية وأعربت عن اهتمامها بنزع الأسلحة وتفكيك الترسانة النووية. أدانت الهند في عديد من المناسبات تجارب كوريا الشمالية النووية وتنظر إلى برنامجها النووي على أنه يشكل تهديدًا للأمن الإقليمي.  ولكن من الجهة الأخرى، قدمت الهند مساعدة طبية بقيمة مليون دولار لكوريا الشمالية خلال جائحة كوفيد 19.
قالت الهند على الدوام إن أي اتفاق سلمي بين كوريا الشمالية وكوريا الجنوبية سيحظى بتأييد قوي. وأوضحت الهند أيضًا أنها تريد إعادة توحيد كوريا. بحسب استطلاع خدمة بي بي سي العالمي لعام 2014، ينظر 73% من الهنود إلى النفوذ العالمي لكوريا الشمالية بصورة إيجابية، في حين يعبر 27% منهم عن رأي سلبي. 
اعتبارًا من 7 مارس 2019، لا يمكن للمواطنين الهنود إجراء حساب عمليات رأس المال مع مواطني كوريا الشمالية. وطلبت الحكومة الهندية أيضًا تصفية حسابات الاستثمار في غضون 180 يومًا من تاريخ الإخطار.

## التاريخ

### العلاقات ما قبل الحديثة
بحسب مؤرخ القرن الثالث عشر سامغوك يوسا، كانت الملكة الكورية القديمة هيو هوانغ أوك تنحدر من مملكة تسمى «أيوتا». تعرّف إحدى النظريات أيوتا على أنها مدينة أيوديا في الهند. في عام 2001، دشن وفد كوري جنوبي النصب التذكاري للملكة في أيوديا. 
كان هيتشو واحدًا من الزوار الكوريين الشهيرين إلى الهند، وهو راهب بوذي كوري من سيلا، إحدى الممالك الكورية الثلاث في تلك الفترة. بناء على نصيحة معلميه الهنود في الصين، انطلق إلى الهند في عام 723 م للتعرف على اللغة والثقافة الهندية. وألف كتابًا عن رحلته باللغة الصينية، وانغ أوتشيونتشوكغوك جيون، أو «حكاية سفر إلى خمس ممالك هندية». اعتُقد لفترة طويلة من الزمن أن الكتاب قد فُقد. غير أن مخطوطات منه ظهرت بين مخطوطات دونهوانغ خلال أوائل القرن العشرين.
افتُرض وجود صلات وثيقة بين تاجر ثري من مملكة مابار سولتانات، يدعى أبو علي، مع العائلة الملكية لمابار. بعد خلاف مع تلك العائلة، انتقل إلى الصين الخاضعة لسلالة يوان ومُنح امرأة كورية كزوجة وعملًا من قبل الإمبراطور المنغولي، كانت المرأة في السابق زوجة سانغا وكان والدها تشاي إنغيو خلال حكم ملك غوريو تشونغنيول، المدوّن في كتاب المؤرخ دونغوك تونغام غوريوسا وكتاب المؤرخ ليو مينغيان زهونغ أنجي. كان سانغا من التيبت. 

قصيدة رابندرانات طاغور «مصباح الشرق» التي ألّفها عام 1929 تتحدث عن ماضي كوريا المجيد ومستقبلها المشرق. القصيدة شائعة حتى هذا اليوم. 
«في عصر آسيا الذهبي، كانت كوريا إحدى حملة مصباحها، وهذا المصباح ينتظر أن يضاء مرة أخرى لإنارة الشرق».

### الحرب الكورية
أدانت الهند كوريا الشمالية باعتبارها دولة معتدية عند بدء الحرب الكورية، ودعمت قراري مجلس الأمن رقم 82 و83 بشأن الأزمة. وعلى الرغم من ذلك، لم تؤيد الهند القرار رقم 84 المتعلق بالمساعدة العسكرية لكوريا الجنوبية. باعتبارها دولة غير منحازة، ترددت الهند في إدخال نفسها في التزام عسكري ضد كوريا الشمالية. بدلًا من ذلك، قدمت الهند دعمها الأخلاقي لعمل الأمم المتحدة وقررت إرسال وحدة طبية إلى كوريا كبادرة إنسانية. 

## مقارنة بين البلدين
هذه مقارنة عامة ومرجعية للدولتين:
| وجه المقارنة                                              | الهند                       | كوريا الشمالية                        |
| --------------------------------------------------------- | --------------------------- | ------------------------------------- |
| المساحة (كم2)                                             | 3.29 مليون                  | 120.54 ألف                            |
| عدد السكان (نسمة)                                         | 1.35 مليار                  | 25.49 مليون                           |
| الكثافة السكانية (ن./كم²)                                 | 410.33                      | 211.47                                |
| العاصمة                                                   | نيودلهي                     | بيونغيانغ                             |
| اللغة الرسمية                                             | اللغة الهندية، لغة إنجليزية | لغة كوريا الشمالية القياسية ‏          |
| العملة                                                    | روبية هندية                 | وون كوري شمالي                        |
| الناتج المحلي الإجمالي (بليون دولار)                      | 2.60 تريليون                |                                       |
| الناتج المحلي الإجمالي (تعادل القوة الشرائية) بليون دولار | 8.00 تريليون                |                                       |
| الناتج المحلي الإجمالي الاسمي للفرد دولار أمريكي          | 1.60 ألف                    |                                       |
| الناتج المحلي الإجمالي للفرد دولار أمريكي                 | 5.70 ألف                    |                                       |
| مؤشر التنمية البشرية                                      | 0.609                       |                                       |
| رمز المكالمات الدولي                                      | +91                         | +850                                  |
| رمز الإنترنت                                              | .in، .भारत ‏، .بھارت ‏،        | .kp                                   |
| المنطقة الزمنية                                           | ت ع م+05:30، توقيت الهند    | ت ع م+08:30، ت ع م+08:30، ت ع م+09:00 |

## منظمات دولية مشتركة
يشترك البلدان في عضوية مجموعة من المنظمات الدولية، منها:
| علم المنظمة | اسم المنظمة                   | تاريخ انضمام الهند | تاريخ انضمام كوريا الشمالية |
| ----------- | ----------------------------- | ------------------ | --------------------------- |
|             | يونسكو                        | 4 نوفمبر 1946      | 18 أكتوبر 1974              |
|             | الاتحاد الدولي للاتصالات      | 1869               | ?                           |
|             | الاتحاد البريدي العالمي       | ?                  | ?                           |
|             | الأمم المتحدة                 | 30 أكتوبر 1945     | 17 سبتمبر 1991              |
|             | المنظمة الهيدروغرافية الدولية | ?                  | ?                           |
|             | منتدى آسيان الإقليمي ‏         | ?                  | ?                           |

## وصلات خارجية
- موقع وزارة الخارجية الهندية
- موقع وزارة الخارجية الكورية الشمالية